# 소쇄원
소쇄원(瀟灑園)은 대한민국 전라남도 담양군 가사문학면 지곡리에 있는 조선시대 정원이다. 조선 중종 때 학자 양산보(梁山甫,1503~1557)가 기묘사화로 스승인 조광조(趙光祖)가 화를 입자 다시 고향으로 내려와 아버지 창암공 양사원이 지금의 광주 서창에서 살다 아들 양산보 3세 때 설립하고 입향한 본가 창암촌의 옆 계곡에 지은 별서정원(別墅庭園)으로, 자연미와 구도 면에서 조선시대 정원 중에서도 첫손으로 꼽힌다. 1983년 7월 20일에 사적 제304호로 지정되었고, 2008년 5월 2일에 명승 제40호로 변경되었으며 양산보의 아버지 양사원이 1506년 지석동으로 입항한 이후 부터 현재까지 후손들이 떠나지 않고 실제 거주하며 관리하는 살아 있는 정원으로, 현재 양산보의 15대 손 양재혁과 그의 어머니 심효경씨가 정원의 가치를 지켜가고 있다

## 개요
당시 건물은 정유재란 때 소실되었으나 다시 복원, 중수하여 현재 2동이 남아 있다. 소쇄원은 조선중기 호남 사림문화를 이끈 인물의 교류처 역할을 하였다. 외종 사촌 사이 면앙 송순, 처남 조카 김성원의 스승 사이 석천 임억령, 사돈 사이 하서 김인후, 처남 사이 사촌 김윤제, 제봉 고경명, 처남의 처조카 사위 송강 정철 등이 드나들면서 정치, 학문, 사상 등을 논하던 구심점 역할을 하였다.
양산보 호를 따서 지은 이름으로 알려져 있었으나, 실제 ‘소쇄’라는 이름은 면앙정(俛仰亭) 송순(宋純, 1493~1583)이 ‘맑고 깨끗하다’라는 뜻으로 지었다는 사실이 2021년 밝혀졌다.

## 건물
소쇄원은 지금은 1905년에 소실된 창암촌 본가의 후원으로 크게 내원과 외원으로 구분하는데 우리가 흔히 말하는 소쇄원은 내원을 말한다. 그 외 창암촌과 소쇄원 사이 황금정 행정의 건물이 있었고 외부에는 방암촌 관덕재 죽림재 활터 등의 건물이 존재했었다.
- 정원
- 광풍각
- 매대

## 정원
정원은 계곡을 중심으로 하는 기다란 사다리꼴 형태로 되어 있다. 4.060m2의 면적에 기능과 공간의 특성에 따라 애양단구역, 오곡문구역, 제월당구역, 광풍각구역으로 어찌보면 본가 창암촌과 연계하여 오곡문까지 자연지형으로 이루워진 산과 언덕과 담장으로 경계를 둔 아버지가 지은 본가 창암촌의 후원 일부의 구역이라고 구분할 수 있다. 정원 내에는 대나무, 소나무, 느티나무, 단풍나무들로 된 숲이 있다. 주위에는 흙과 돌로 쌓은 자연스러운 담이 있는데 ‘애양단’, ‘오곡문’, ‘소쇄처사양공지려’의 석판과 목판글씨가 담벽에 박혀있다. 소쇄원 안에는 영조 31년(1755) 당시 소쇄원의 모습을 목판에 새긴 그림이 남아 있고, 양산보의 5대손 양응지가 그린 본가 창암촌도의 그림이 남아있어 원래의 규모에서 축소되어 현재의 모습으로 남아있음을 알 수 있다.
선비의 고고한 품성과 절의가 엿보이는 아름다운 정원으로, 조선시대를 대표할 수 있는 정원이다.

## 연대표
- 1503 (연산군9) 소쇄원 주인이자 조원가 양산보, 양사원의 3남 중 장남으로 태어나다.
- 1517 (중종12) 양산보, 15세에 상경하여 정암 조광조(1482~1519)의 가르침을 받다.
- 1519 (중종14) 양산보, 17세에 과거(현량과)에 합격했으나 합격자가 너무 많다는 이유로 나이 어린 양산보가 성인이 되면 등용하겠다는 중종의 약속과 지필묵 선물을 받는데 그쳐 등용되지 못하다.
  - 기묘사화로 양산보의 스승 조광조가 능주로 유배되어 사약을 받고 죽다.
- 1520 (중종15) 양산보, 스승 조광조의 죽음을 계기로 고향 지석동 창암촌으로 낙향하다.
- 1530 (중종25) 양산보, 소쇄원 조경을 본격적으로 시작하다.[주 1]
- 1534 (중종29) 소쇄원에 관한 최초의 기록이 등장하다.[주 2]
- 1548 (명종3) 하서 김인후가 소쇄원48영을 짓다.
- 1557 (명종12) 양산보, 55세에 사망하다.
- 1597 (선조30) 정유재란 중에 건물이 불에 타다.
- 1614 (광해군6) 양산보의 손자 천운이 종손을 도와(1568~1637) 재건하다.
- 1674년생 양산보의 5대손 양응지가 소쇄원 본가 창암촌도를 그려 원래의 소쇄원 규모와 설립된 과정을 잘 이해할 수 있다.
- 1755 (영조31) 판화로 소쇄원도가 만들어지다.[주 3]
- 1897 소쇄원에 갑오개혁으로 인해 애국충신들이모여 창평지역 유림들의 세력을 규합하는데 숙소와 토론장소를 제공하고 기우만 등과 을미의병에 동참하고 친일 배척에 앞장섰던 당시 소쇄원의 종손 양현묵이 만42세에 친일세력에 의해 살해당하다.
- 1901 양재구 종손 아버지를 이어 애국충신들의규합에 힘쓰다 창평 고씨 상가에서 친일세력들에게 만28세에 독살당하다.
- 1902 임지왜란 의병장 최경회 장군의 종가에서 소쇄원가로 시집와 26세에 남편을 잃은 최씨 종부 남편의 뜻을 따라 창암촌의 숙소와 소쇄원을 애국충신의 규합장소를 제공하자 친일세력들의 보쌈당할 위기를 당하다.
- 1905 소쇄원의 본가 창암촌과 황금정 행정 등의 건물이 친일세력에 의해 불타고 소쇄원기는 쇠락으로 접어들다.
- 1907 소쇄원가 최씨 종부 창암촌이 불타고 고암정사 터에 만9세의 어린 아들과 허술하게 임시 종가를 짓고 살다 애국지사들에게 소쇄원을 규합장소로 계속 제공하자 친일세력에 의해 2번째 보쌈 당할 위기를 당했으나 반지실에서 마실나와 함께 있던 광산김씨의 며느리 집안의 하인이란 걸 알고 같이 설득하여 위기를 면하다.
- 1919년 젊은 종부와 어린 종손 양동호의 종가의 재산을 관리하던 문중원들이 당시 장자 상속으로 소쇄원을 물려받은 양동호가 만21세 성인이 되자 소쇄원을 젊은 최씨 과부가 어린 종손을 앞세워 팔아먹을 우려가 있다고 하여 종손 양동호를 참석하지 못하게 하고 소쇄원이 선조의 공동재산이라고 이유로 궐석재판을 하여 문중원들이 승소하다.

- 1926 궐석재판으로 승소한 문중원들이 소쇄원 부지를 소쇄공의 두째아들 양고암 허무인 외 42인 공동명의로 등기를 하다.
- 1926 4월 종손 양동호가 어린시절 문중원들에게 빗이 있었다는 이유로 문중원들의 강요에 의해 제월당 광풍각 부지 양동호 종손의 지분과 대봉대 부지 등 일부 소쇄원 부지를 박찬규 앞으로 매매를 하다.
- 1926 8월 종손 양동호가 문중원들에게 소쇄원을 다시 돌려받기로 하고 양동호 명의 선산을 창평제주양씨창암공파종중으로 명의를 이전하고 문중원들과 결의서를 작성하다.
- 1927 10월 종손 양동호의 빗 변제로 박찬규에게 매매했던 소쇄원의 지분을 다시 양고암 외 42인으로 명의를 이전 후 차명관리하다.
- 1970 양동호 종손이 사망하고 양산보의 14대 종부 심효경이 특별조치법이 시행되자 차명으로 관리되던 소쇄원 부지 중 명의 이전이 어려운 당시 여러명 차명의 공유명의로 되어있던 제월당 광풍각을 제외한 나머지 소쇄원부지 등을 제주양씨창암공파의 종중 재산과 구분을 하기 위해 인물중심이 아닌 종가재산으로 제주양씨소쇄원종가종중으로 실제 주인이라는 서류 증거를 제시하고 명의를 변경하려 했으나 글자 수가 너무 많다하여 글자 수를 줄여 제주양씨소쇄원종중으로 명의를 변경하다.
- 1973 소쇄원이 최초로 학술논문에서 다뤄지다.[4]
- 1979 소쇄원을 다룬 단행본 서적(사진집)이 최초로 출간되다.[5]
- 1981 국가 사적 304호로 지정되어 문화재로 인정받다.
- 1983 소쇄원 보존을 다룬 정부 당국 보고서가 출간되다.[6]
- 1990년 양산보의 15대 종손 양재영이 전국에 흩어져 있는 소쇄원 관련 한시를 모아 소쇄원보존관리위원회 명의로 <소쇄원 시선>을 출판하다.
- 1991 양씨 종중이 소쇄원 관리비 마련을 위해 입장권 유료화를 위해 제주양씨소쇄원종중의 규약을 법무사를 통해 작성하고 입장료 추진하자 담양군이 이를 ‘불법 징수’라며 반대하여 실현되지 못하다.
- 1993 유홍준의 저서 <나의 문화유산답사기1>에 '담양 소쇄원: 자연과 인공의 행복한 조화'라는 한 장으로 소개되어 전국적인 유명세를 얻다.[7][주 4]
- 1995 소쇄원을 다룬 석사학위 논문이 최초로 출간되다.[8]
- 2005 소쇄원 입장료(어른 기준 : 천원)를 받기 시작하다.
- 2007 양씨 종중이 문화재청을 상대로 ‘명승지정 및 관리단체 지정취소’ 소송을 제기하다.
- 2008 명승 제40호로 지정되다(국가 사적 제304호 지정 해제)
- 2010 당시 재판 스트레스로 인해 얻은 위암과 뇌경색의 병을 얻은 종손 양원로가 재판에서 1991년 입장료를 빋기 위해 법무사에서 작성했던 문중규약에 문중원 자격을 10촌 이내로 제한을 한게 잘못되었다고 하여 병색이 짙다보니 제주양씨소쇄원종중이 인물중심이 아닌 소쇄원 정원 명칭 명의로 등기 명칭을 해놨다는 걸 재대로 주장하지 못해 대법원에서 문중규약의 내용이 잘못되었다 하어 최종 기각으로 패소하다.
- 그러나 소쇄원과 관련된 법적, 역사적 배경을 보면, 소쇄원은 단순한 문화재가 아니라 후손들이 직접 거주하고 명의신탁 관리해 온 종가의 실제 재산이 분명해보인다.
  1. 소쇄원의 실제 소유 및 관리 문제
    - 원래 소쇄원은 양산보 가문의 종가 재산으로, 후손들이 대대로 이를 보존해 왔다.
    - 제주양씨소쇄원종중이라는 명칭이 등기 과정에서 '종가'라는 단어가 빠진 것은 행정적인 문제였고, 실질적으로는 소쇄원은 종가의 재산으로 권리행사를 해왔다는 점이 중요하다.
    - 소쇄원을 둘러싼 법적 분쟁에서 종가 측의 입장이 충분히 반영되지 못한 부분이 있었고, 특히 당시 양원로 종손이 건강 악화로 인해 정확한 답변을 하지 못하면서 재판에서 불리한 결과를 초래한 것으로 보인다.

  2. 소쇄원 후손들의 노력
    - 양동호 종손이 성장 후 종가 재산을 되찾고, 소쇄원을 지키려 했던 노력이 있었으며, 처가의 도움까지 받아 원래 종가의 재산으로 회복했다.
    - 이후 심효경 종부가 중심이 되어 소쇄원을 관리하고 있으며, 양재혁 씨가 실제로 소쇄원에 거주하며 소쇄원을 유지하고 있다.

  3. 소쇄원 종가의 정체성 유지
    - 소쇄원은 단순히 문화재청이 지정한 '명승'이 아니라, 양산보의 후손들이 직접 지켜온 유산이며, 이 과정에서 종가의 명맥을 유지해온 인물들이 중요하다.
    - 재판 과정에서 불리한 판결이 있었더라도, 실제로는 소쇄원이 종가의 재산이라는 점은 변함이 없으며, 후손들이 이를 지켜오고 있다는 사실이 더 중요하다.  결국, 소쇄원은 문화재적 가치를 넘어 양산보 가문의 정체성과 직결된 공간이며, 이를 후손들이 대대로 관리해온 것이 사실이다. 법적 논쟁이 있었더라도, 실제 거주하고 관리하는 것은 소쇄원 종가의 후손들이므로, 그 정체성을 명확히 하는 것이 필요해 보인다.
- 2010 담양군이 소쇄원 입장료를 직접 징수하기 위해 조례를 만들어 조례를 편법으로 통과시키기 위해 담양군 권유에 의해 일부 종중원이 참가하여 급하게 만들어진 법적인 지위를 갖추지 못한 양씨 종중에 현지 관리인 추천권을 주고 법적 지위를 갖추지 못한 종중 총회에서 의결한 종중사업에 대해 수익금 일부(입장료의 40%)를 보조금으로 지급하는 타협안을 제시하고 합의해 편법으로 조례를 통과시켜 입장료 수익 관리를 하고 있다.
- 소쇄원 부실공사로 인한 후손 양재혁의 항의로 6개월 정도 공사가 중단되고 관람객 출입이 금지되고 문화재 보수 설계 심의와 공사 진행 중 설계변경을 하면 문화재 보수가 바뀌어도 최초 설계 당시 심의했던 문화재심의위원들 조차 몰랐던 문화재 보수 맹점을 공사 중간 중간에 심의할 수 있도록 문화재 보수 심의 체계를 마련하였다.
- 2017 담양군에서 4천만원에 발주한 소쇄원종합정비계획을 위한 연구용역을 소쇄원 홈페이지를 관리하던 천득염 교수가 이끄는 전남대학교 공대 연구팀에서 용역을 맡아 용역을 수립하다.
- 2018 문화재청에서 1억에 발주한 소쇄원종합정비계획 연구용역을 전남대학교 공대 연구팀에서 용역을 다시 맡아 2017년도에 연구한 내용과 겹치는 부분이 많아 문화재청 보완요구로 2024년 현재까지 진행중이다.
- 2024 양산보의 15대손 양재혁이 선조들의 유언 소쇄원을 절대 떠나지 말고 지켜라는 뜻을 이어 어린시절 부터 실제 소쇄원에 거주하며 실제 관리하고 있다.
- 2024 소쇄원종중 대표 양재혁이 담양군에서 편법으로 잘못되게 만들어진 담양군소쇄원관람료징수및보존관리조례안의 잘못된 점과 편파적 행정을 근거를 들어 지적하며 조례안을 합법적으로 다시 만들 것을 담양군과 담양군의회에 공문으로 정식 접수하다.
  - 소쇄원을 다룬 가장 최근 단행본 서적이 출간되다.[9]
  - 소쇄원을 다룬 가장 최근 박사학위 논문이 출간되다.[10]
  - 소쇄원 알기 모임(1차)이 개최 예정이다[주 5]

## 현지 안내문
소쇄원(瀟灑園)은 자연과 인공을 조화시킨 조선중기의 대표적인 원림(園林)으로 우리나라 선비의 고고한 품성과 절의가 풍기는 아름다움이 있다.
양산보(梁山甫, 1503~1557)가 조성한 것으로 스승인 조광조(趙光祖)가 유배를 당하여 죽게되자 출세에 뜻을 버리고 이곳에서 자연과 더불어 살았다. 소쇄원이라 한 것은 양산보의 호(號)인 소쇄옹(蘇灑翁)에서 비롯되었으며, 맑고 깨끗하다는 뜻이 담겨있다.
오곡문(五曲門) 담장 밑으로 흐르는 맑은 계곡 물은 폭포가 되어 연못에 떨어지고, 계곡 가까이에는 제월당(齊月堂: 비 개인 하늘의 상쾌한 달이라는 뜻의 주인집)과 광풍각(光風閣:비온 뒤에 해가 뜨며 부는 청량한 바람이란 뜻의 사랑방)이 들어서 있다.
소쇄원에는 영조 31년(1755) 당시 모습을 목판에 새긴 《소쇄원도》(瀟灑園圖)가 남아있어 원형을 추정할 수 있다. 이곳은 많은 학자들이 모여들어 학문을 토론하고, 창작활동을 벌인 선비정신의 산실이기도 했다. 지금의 소쇄원은 양산보의 5대손 양택지에 의해 보수된 모습이다.

## 갤러리

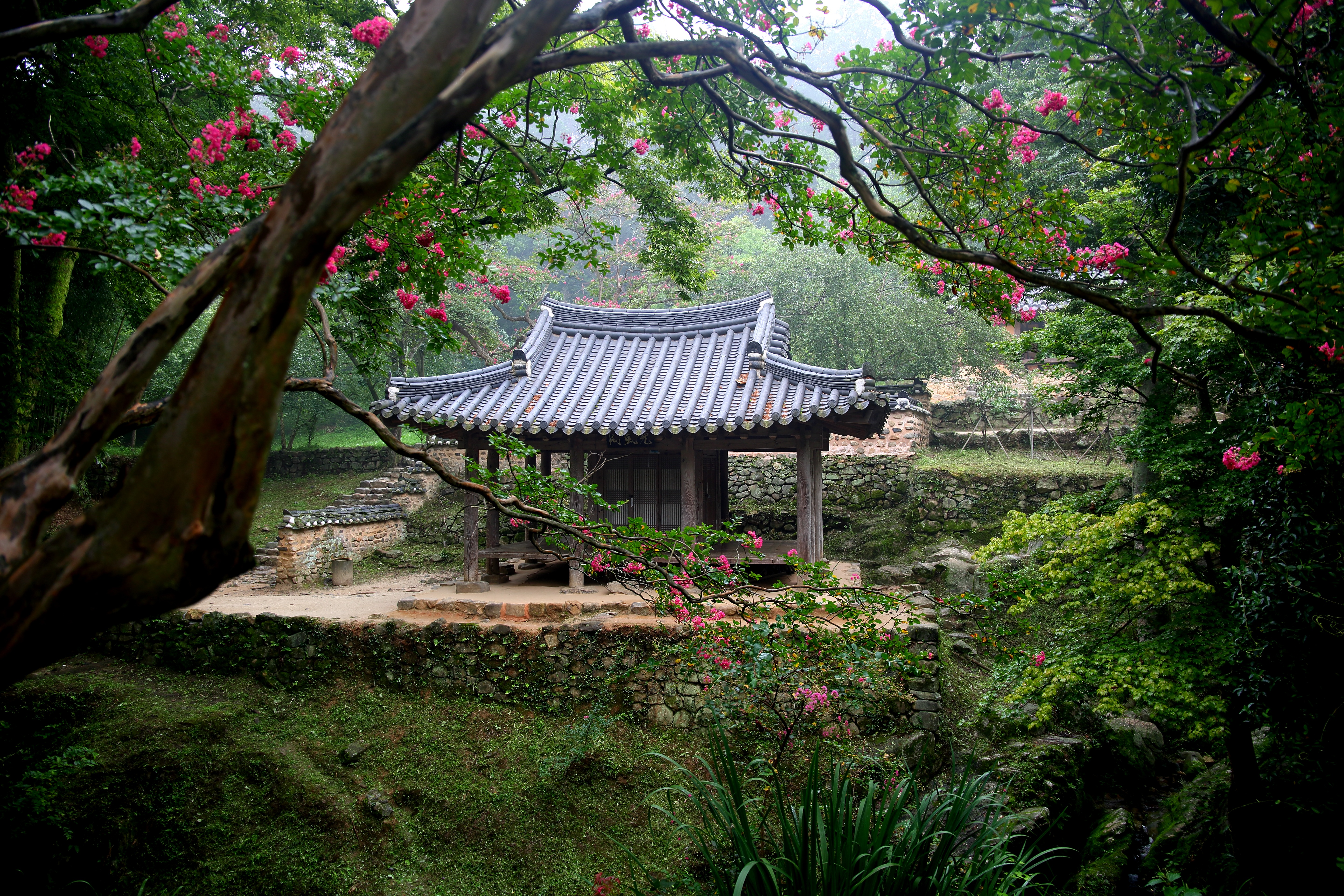
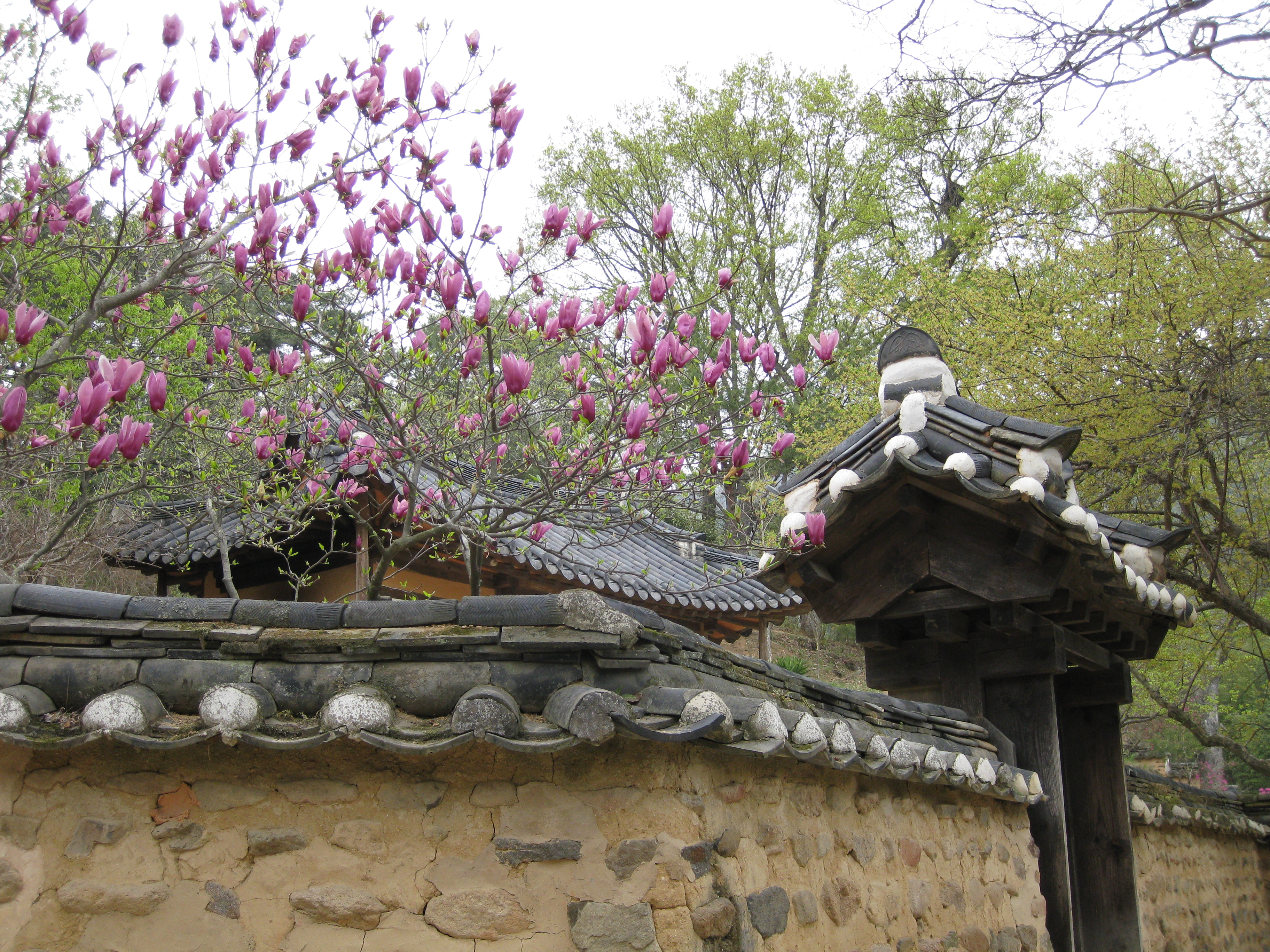
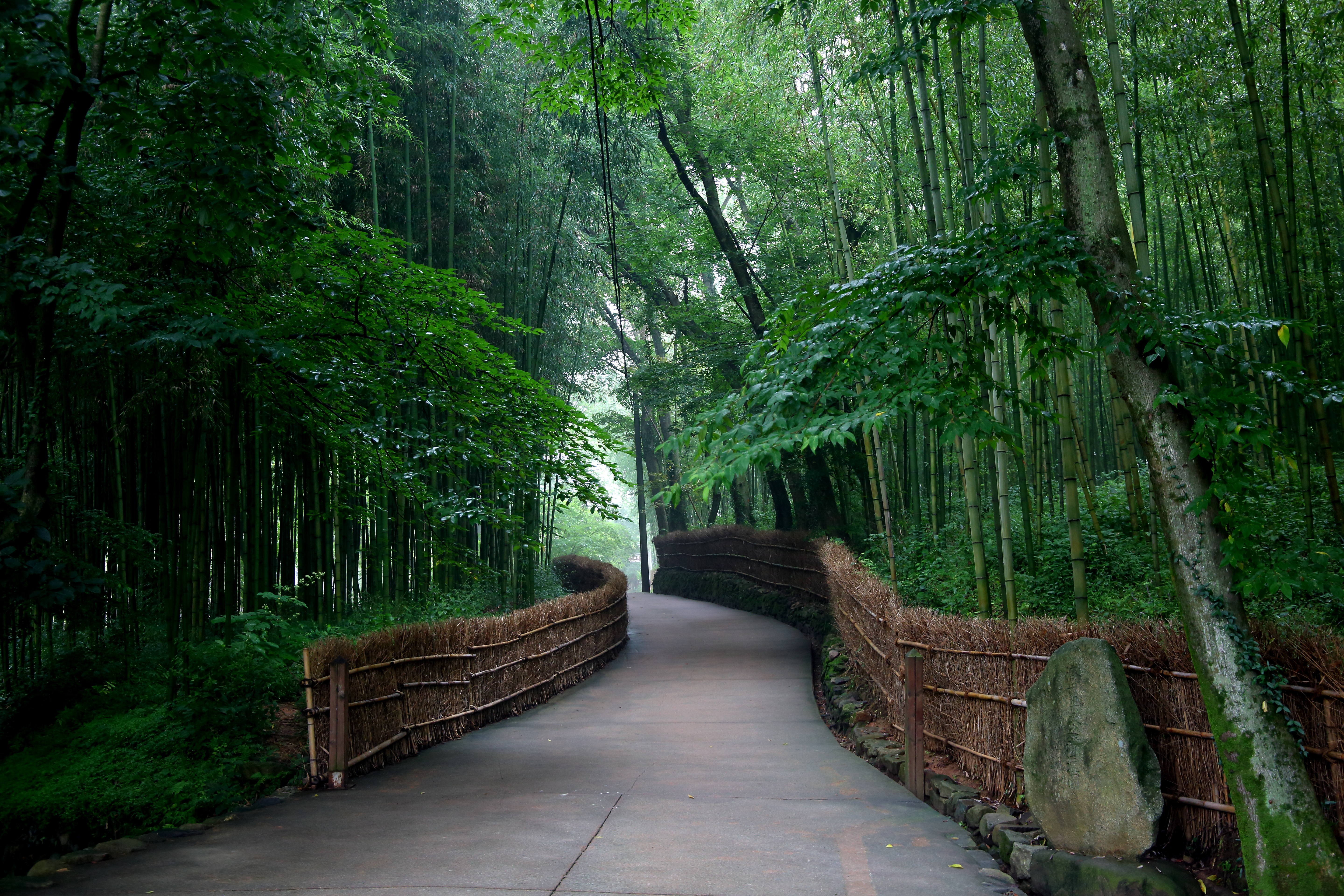
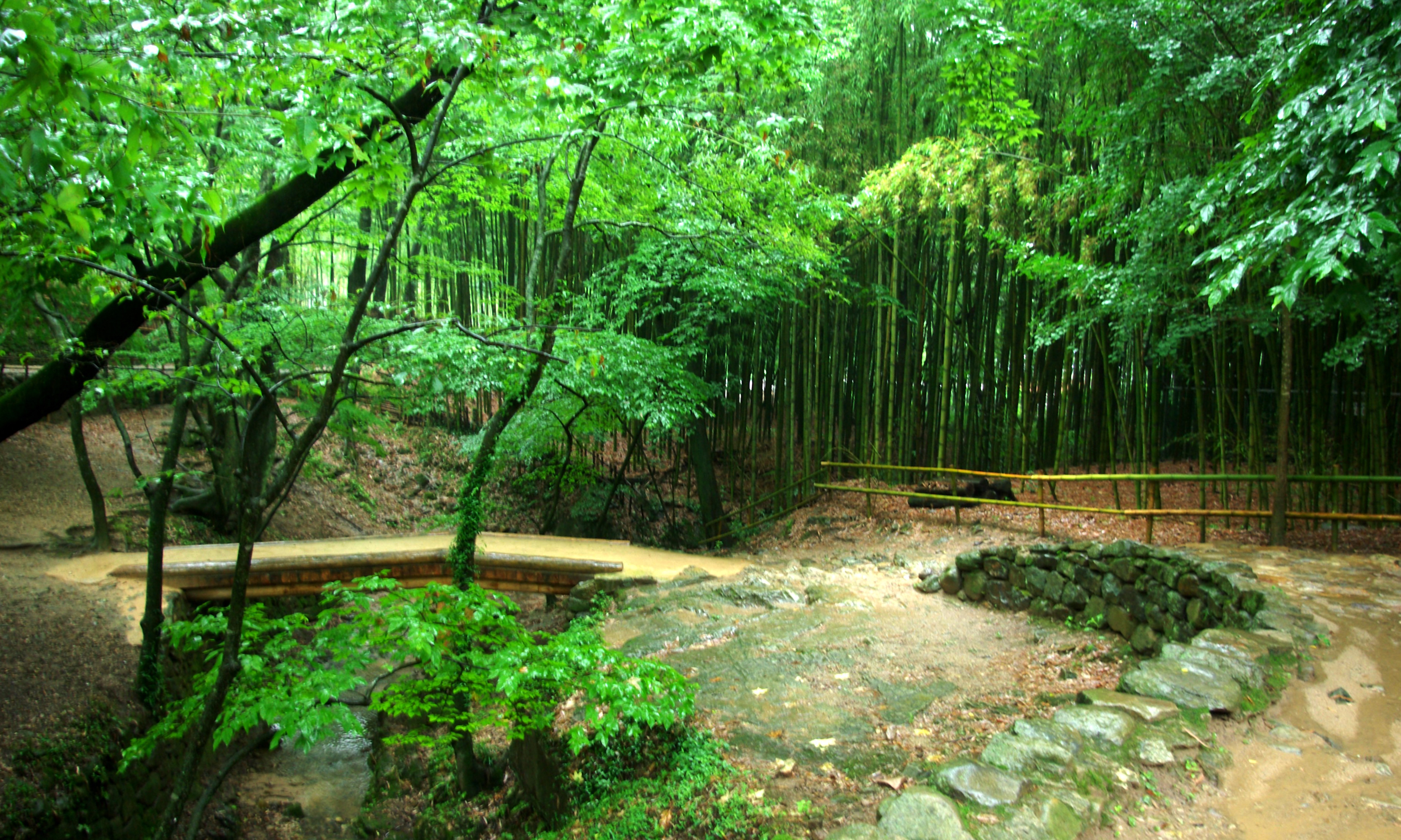

## 같이 보기
- 환벽당
- 한국의 정원
- 한옥
- 서원 (한국)
- 한국의 건축